# Scogli Bargiane
Gli scogli Bargiane, Bariaski o Bariaki (in croato: Veli e Mali Barjak) sono due scogli disabitati dell'arcipelago di Lissa, si trovano nel mare Adriatico e appartengono alla Croazia. Amministrativamente fanno parte del comune della città di Comisa, nella regione spalatino-dalmata. 

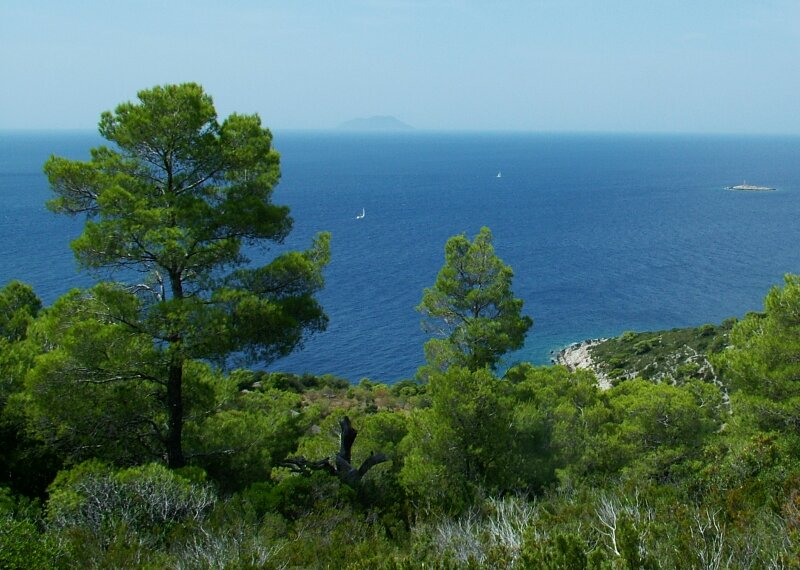
Bargiane Piccolo con il suo faro (a destra), visto da Lissa

## Geografia
Gli scogli si trovano a ovest dell'isola di Lissa accanto a punta Bargiane, Bandiera o Bariaskirad (rt Barjak o Barjaci), la sua estremità nord-ovest, e a nord-ovest del grande vallone di Comisa (zaljev Komiža)
- Bargiane Grande[1][7] (Veli Barjak) si trova circa 340 m[9] a ovest della punta omonima; ha un'area di 0,018 km²[10] e la costa lunga 0,58 km[10].
- Bargiane Piccolo[7][11] (Mali Barjak) situato circa 700 m[9] a ovest della punta omonima; ha un'area di 6232 m²[5] e la costa lunga 307 m[5]; sullo scoglio c'è un piccolo faro di segnalazione[12] 43°03′09″N 16°02′23″E.

### Scogli e secche adiacenti
- Scoglio Sasso[4][6] (hrid Kamik), a nord-est, alla distanza di 1 km, è vicino alla costa di Lissa e chiude a nord la piccola valle Zakamica; ha un'area di 4048 m²[5] e una costa lunga 272 m[5] 43°03′35″N 16°03′28.69″E.

A nord-ovest degli scogli Bargiane si trovano alcune secche:
- secca Seghetto[7] (pličak Seget), 2,5 km a nord-ovest di Bargiane Grande.
- secca Ploccia[7] o Planca[7] (pličak Ploča), 1,5 km a nord-ovest di Bargiane Grande.

### Cartografia
- (HR) Mappa topografica della Croazia 1:25000, su preglednik.arkod.hr. URL consultato il 1º novembre 2017.
- G. Giani, Carta prospettiva delle Comuni censuarie della Dalmazia, foglio 8, 1839. Fondo Miscellanea cartografica catastale, Archivio di Stato di Trieste.